# Битка при Енцхайм
Битката при Енцхайм (Enzheim) е втората решителна победа на френския маршал Тюрен над имперските войски по време на Холандската война. Битката се води на 4 октомври 1674 г. в Елзас, близо да свободния град Страсбург и е пример за това как с много движение и смелост по-малка армия може да не спечели сражението, но да спечели войната.

## Предистория
Холандската война започва през 1672 г. с нападение на френските войски срещу малката Холандска република. След неуспеха на кампанията французите се оттеглят, а императорът на Свещената римска империя Леополд I организира съюз против тях, в който влизат редица германски принцове и Испания, а по-късно и Дания. В началото Луи XIV и френският генерален щаб не могат да изпратят достатъчно войски за защита против тази сила. Начело те поставят маршал Тюрен – току-що издигнат в най-високия възможен чин във френската армия Маршал-генерал. За разлика от краля и военния министъл Лувоа Тюрен вижда задачата си доста творчески. Той не възнамерява да стои в Елзас, очаквайки нападение. Напротив, смята с бързи и неочаквани акции да изпреварва ходовете на противника и да обърква плановете му. Така постъпва през юни 1674, като побеждава имперския генерал Капрара при Зинсхайм, после още веднъж предлага битка, но германците отстъпват. Тогава Тюрен се разполага в Пфалц, издържайки армията си с реквизиции.
През август имперската армия минава Рейн при Майнц и се спуска към Елзас (тогава контролиран от Франция, но официално не под нейна власт). Новият командващ Александър фон Бурнонвил се договаря с управниците на свободния град Страсбург и поставя под контрол жизненоважния мост край него, а армията си разполага при близкото градче Енцхайм. Тюрен не се колебае да го последва и да застане между него и Страсбург. Прави така, че този път сражението да не може да се избегне.

## Ход на битката
Преди тези събития и двете страни са получили подкрепления. Имперците са достигнали 30 000 души, а французите – 25 000. Последното е неизвестно на Бурнонвил, който смята, че има срещу себе си двойно по-малка армия. Интересен факт е, че в тази битка като млади офицери участват двама бъдещи противници от Войната за испанското наследство – Луи-Франсоа дьо Буфлер и Джон Чърчил, бъдещ херцог Марлборо. В случая и двамата са в армията на Тюрен.
Сутринта на 4 октомври е студена и мъглива. Тюрен подрежда пехотата в две линии, като зад всеки ред поставя редица конници. Лявото крило на имперците опира в гъста гора – ключов елемент на тяхната позиция. Маршалът обаче решава да го използва и първият му ход е да изпрати отряд драгуни, подкрепен от мускетари в тази гора. Бурнонвил им противопоставя част от резерва си. В това време започва общото настъпление на французите. Техният десен фланг прониква дълбоко в редиците на противника, но чрез останалите си резерви Бурнонвил успява да го отблъсне. И двете страни изпращат още части към сражението в гората и изглежда, че то се превръща в ключ за спечелването на победата. Накрая французите я овладяват, но опитът им да разбият центъра на противника не постига успех.
Тюрен обаче, изпращайки твърде много хора във въпросната гора, е оставил празнина в линиите си, която Бурнонвил забелязва. Имперската конница се спуска натам и поставя останалите батальони в критично положение. Те се защитават яростно, докато сънародниците им се прегрупират. В крайна сметка имперските сили се оттеглят не само от битката, но и от заетите позиции.

## Резултати
По отношение на жертвите битката е равностойна – французите дават 3500 убити, противниците им около 3000 (според някои данни – и повече). Тактически обаче ползата е за Франция, защото Бурнонвил се отказва от по-нататъшни операции и изчаква пристигането на бранденбургския курфюрст Фридрих-Вилхелм. Тюрен се оттегля в планината Вож, при прохода Саверн, за да предотврати навлизане в Лотарингия. Събитията оттук нататък ще покажат, че изненадващите му ходове в крайна сметка ще му донесат успех (победата при Тюркхайм и оттеглянето на имперците). Едва неговата нелепа смърт в средата на 1675 г. ще отвори възможности за по-задълбочени операции против Франция.